# Агдер
Агдер (норв. Agder) — один із норвезьких фюльке (районів). Розташований у районі Серланн (Південна Норвегія). Адміністративний центр — міста Крістіансанн та Арендал. Межує з фюльке Ругаланн, Телемарк на сході.
Створений 1 січня 2020 року шляхом об'єднання фюльке Еуст-Агдер та Вест-Агдер.

## Адміністративно-територіальний поділ
Агдер поділяється на 25 комун:
- Арендал
- Біркенес
- Бюгланн
- Бюкле
- Валле
- Веґорсгей
- Веннесла
- Гегебустад
- Грімстад
- Ев'є-ог-Горннес
- Ерстад
- Івелан
- Квінесдал
- Крістіансанн
- Ліллесан
- Ліннеснес
- Люнгдал
- Омлі
- Осерал
- Рісер
- Сірдал
- Тведестран
- Фарсун
- Флеккефіорд
- Фролан